# NGC 4636
NGC 4636 ist eine Elliptische Galaxie vom Hubble-Typ E2 mit aktivem Galaxienkern im Sternbild Jungfrau auf der Ekliptik. Sie ist schätzungsweise 38 Millionen Lichtjahre von der Milchstraße entfernt und hat einen Durchmesser von etwa 70.000 Lichtjahren. Gemeinsam mit 126 weiteren Galaxien gilt als Mitglied der NGC-4472-Gruppe (LGG 292) und wird unter der Katalognummer VVC 1939 als Teil des Virgo-Galaxienhaufens gelistet.
Im selben Himmelsareal befinden sich u. a. die Galaxien NGC 4600, NGC 4624, NGC 4643.
Die Supernovae SN 1939A (Typ Ia) und SN 2020ue (Typ Ia) wurden hier beobachtet. Mit einer scheinbaren Helligkeit von 11,8 mag am 30. Januar 2020 war SN 2020ue eine sehr helle und somit auch für Amateurastronomen gut beobachtbare Supernova. Mit einer scheinbaren Helligkeit von 11,9 mag am 17. Januar 1939 war SN 1939A nahezu genauso hell.
Das Objekt wurde am 23. Februar 1784 von Wilhelm Herschel mit einem 18,7-Zoll-Spiegelteleskop entdeckt, der sie mit „pB pL iF r“ beschrieb.